# Domínio de Wakayama
O Domínio de Wakayama (和歌山藩, Wakayama-han) também conhecido como  Domínio de Kishū (纪州藩, Kishu-han) ou Domínio de Kii (纪伊藩, Kii-han), foi um Han na Província de Kii onde atualmente se situam a Província de Wakayama e o sul da de Mie, com uma renda de 555.000 koku . 
O domínio era administrado a partir de Castelo Wakayama na atual cidade de Wakayama.  Os Daimyōs do Han pertenciam ao Ramo Kii do Clã Tokugawa , um dos Gosanke ou três ramos do Clã Tokugawa. O domínio foi fundado por Tokugawa Yorinobu , o décimo filho do shogun Tokugawa Ieyasu , quando se mudou do Domínio de Shizuoka na Província de Suruga para a Província de Kii. Controlava os Domínios de Tanabe e Shingū. O Domínio de Wakayama era conhecido durante o Período Edo pela sua produção de tangerina de Kishū, molho de soja , laca , e carvalhos para produção de carvão. Já na Restauração Meiji em 1868 os produtos principais eram  couro e algodão.
Com a abolição do sistema han, em Julho de 1871, Wakayama-han , Tanabe-han e Shingū-han , tornaram-se respectivamente as Províncias de Kishū, Tanabe, e Shingū  e em novembro deste mesmo ano, as três Províncias foram abolidas com a criação das atuais Províncias de Mie e Wakayama . 

## Lista dos Daimyō
- -- Clã Asano (Tozama, 1600 - 1619)

1. Yukinaga
2. Nagaakira

- -- Ramo Kii do Clã Tokugawa ( Shinpan, 1619 - 1871 )

1. Yorinobu - (fundador)
2. Mitsusada
3. Tsunanori
4. Yorimoto
5. Yoshimune - (mais tarde se tornou shogun)
6. Munenao
7. Munemasa
8. Shigenori
9. Harusada
10. Harutomi
11. Nariyuki
12. Narikatsu
13. Iemochi - (mais tarde tornou-se shogun)
14. Mochitsugu